# Валер-су-Ранс
Валер-су-Ранс (фр. Valeyres-sous-Rances) — громада  в Швейцарії в кантоні Во, округ Юра-Нор-Водуа.

## Географія
Громада розташована на відстані близько 75 км на захід від Берна, 26 км на північ від Лозанни.
Валер-су-Ранс має площу 6,3 км², з яких на 6,8% дозволяється будівництво (житлове та будівництво доріг), 82,1% використовуються в сільськогосподарських цілях, 10,8% зайнято лісами, 0,3% не є продуктивними (річки, льодовики або гори).

## Демографія
2019 року в громаді мешкало 619 осіб (+17,9% порівняно з 2010 роком), іноземців було 17,3%. Густота населення становила 98 осіб/км².
За віковим діапазоном населення розподілялося таким чином: 24,9% — особи молодші 20 років, 60,4% — особи у віці 20—64 років, 14,7% — особи у віці 65 років та старші. Було 240 помешкань (у середньому 2,6 особи в помешканні).
Із загальної кількості 186 працюючих 48 було зайнятих в первинному секторі, 85 — в обробній промисловості, 53 — в галузі послуг.